# Сидоров, Пётр Михайлович
Пётр Михайлович Сидоров (16 [29] июля 1905, дер. Коробовская, Егорьевский уезд, Рязанская губерния, Российская империя — ?) — советский партийный и государственный, председатель Великолукского областного исполнительного комитета (1946—1949).

## Биография
Член ВКП(б). Окончил Московский политехнический техникум.
Трудовую деятельность начал в 1919 г. учеником столяра на Измайловской текстильной фабрике. Работал ремонтировщиком, секретарём комсомольской организации на фабрике «Красный Восток» в городе Зарайске Московской области.
- 1927—1929 гг. — заведующий экономическим отделом, секретарь Зарайского уездного комитета ВЛКСМ,
- 1932—1944 гг. — заместитель секретаря Тургиновского районного комитета ВКП(б), заместитель секретаря и секретарь Новокарельском районного комитета ВКП(б) Московской области, первый секретарь Оленинского районного комитета ВКП(б) Калининской области, заведующий сельскохозяйственным сектором, секретарь, третий секретарь Калининского областного комитета ВКП(б),
- 1944—1946 гг. — второй секретарь Великолукского обкома ВКП(б),
- 1946—1949 гг. — председатель Великолукского областного исполнительного комитета Совета депутатов трудящихся.

Избирался депутатом Верховного Совета РСФСР 2-го созыва.

## Награды и звания
Награждён орденом Ленина и медалями.